# Kristjan Kangur
Kristjan Kangur, (nacido el 23 de octubre de 1982 en Pärnu, Estonia) es un jugador de baloncesto estonio que milita en las filas del BC Kalev/Cramo de la Alexela Korvpalli Meistriliiga. Con 2.02 de estatura, su puesto natural en la cancha es el de alero. 

## Trayectoria
Comenzó su carrera deportiva en Estonia y dio el salto al basket alemán donde jugó en el Bayer Leverkusen para regresar a su país natal en 2006 para militar en el BC Kalev/Cramo dos temporadas hasta que en la 2009-10 firmó con el Asvel Villerbaunne con el que debutó en la Euroleague. Las cuatro siguientes temporadas disputó la liga italiana en las filas del Virtus Pallacanestro Bologna, el Pallacanestro Varese, el Mens Sana Siena y el Olimpia Milano.
Acumula más de un medio centenar de partidos entre Euroleague y Eurocup, militando en las filas del ASVEL Lyon-Villeurbanne, Montepaschi Siena y Olimpia Milano en la máxima competición europea y en Eurocup en el BC Kalev/Cramo estonio.
Kangur ha disputado el Eurobasket 2015 con Estonia, promediando 7 puntos, 7.2 rebotes y 1 asistencia por partido.
En 2015, ficha por dos meses por el Saski Baskonia, en sustitución del lesionado Tornike Shengelia.
En la temporada 2020-21, comenzó en las filas del TalTech Basketball y acabaría la temporada en el KK Pärnu.
El 14 de octubre de 2021, regresa a las filas del BC Kalev/Cramo, siendo su tercera etapa como jugador en el conjunto estonio.